# The Beatles' Movie Medley
"The Beatles' Movie Medley" es una recopilación de fragmentos de varias canciones de The Beatles. Sigue siendo el único sencillo de The Beatles no editado en CD. El sencillo llegó al # 12 en el Billboard Hot 100, y # 10 en las listas británicas en 1982. Las canciones fueron elegidas de las películas de los cuatro Beatles (A Hard Day's Night, Help! , Yellow Submarine, y Let It Be) y el especial de televisión, Magical Mystery Tour. Las canciones incluidas en el popurrí son "Magical Mystery Tour", "All You Need Is Love", "You've Got to Hide Your Love Away", "I Should Have Known Better", "A Hard Day's Night", "Ticket to Ride" y "Get Back". La mezcla fue el primero de los dos sencillos más conocidos de la década de 1980 que atribuye al grupo (el otro siendo un redefina de "Twist and Shout" en 1986). 
Capitol Records publicó el primer sencillo, en relación con el álbum Reel Music y fue inspirado por el éxito de "Stars On 45 Medley", una grabación que incluye numerosas canciones de The Beatles cantadas John Lennon. La canción fue lanzada en los EE. UU. como Capitol B-5107. 
Parlophone Records se negó a expedir el sencillo en el Reino Unido, que relacionó la mezcla como de "mal gusto". Pero después de la demanda de importaciones en EE. UU. se hizo el lanzamiento, que finalmente fue publicado como Parlophone R6055. La otra cara original fue una entrevista con The Beatles sobre la realización de la película A Hard Day's Night. Más tarde, salió con "I'm Happy Just to Dance With You." El sencillo con la cara B original es considerado muy raro y valioso.

## Contenido del sencillo
Todas las canciones escritas y compuestas por John Lennon y Paul McCartney. 
| Lado 1: The Beatles' Movie Medley |                                     |                      |          |  |
| N.º                               | Título                              | Película             | Duración |  |
| 1.                                | «Magical Mystery Tour»              | Magical Mystery Tour | 0:33     |  |
| 2.                                | «All You Need is Love»              | Yellow Submarine     | 0:33     |  |
| 3.                                | «You've Got to Hide Your Love Away» | Help!                | 0:37     |  |
| 4.                                | «I Should Have Known Better»        | A Hard Day's Night   | 0:46     |  |
| 5.                                | «A Hard Day's Night»                | A Hard Day's Night   | 0:23     |  |
| 6.                                | «Ticket to Ride»                    | Help!                | 0:32     |  |
| 7.                                | «Get Back»                          | Let It Be            | 0:32     |  |
| 3:56                              |                                     |                      |          |  |

| Lado 2: The Beatles |                                    |                    |          |  |
| N.º                 | Título                             | Película           | Duración |  |
| 1.                  | «I'm Happy Just to Dance with You» | A Hard Day's Night | 1:58     |  |
| 1:58                |                                    |                    |          |  |